# Boulengerula boulengeri
Boulengerula boulengeri är en groddjursart som beskrevs av Gustav Tornier 1896. Boulengerula boulengeri ingår i släktet Boulengerula och familjen Caeciliidae. IUCN kategoriserar arten globalt som livskraftig. Inga underarter finns listade.